# Üstökösgém
Az üstökösgém (Ardeola ralloides) a madarak (Aves) osztályának gödényalakúak (Pelecaniformes) rendjébe, ezen belül a gémfélék (Ardeidae) családjába és a gémformák (Ardeinae) alcsaládjába tartozó gázlómadár. Népies nevei: hajasgém, kontyosgém, hajaskócsag, sárgakócsag, galambkócsag, tyúkgém, vértesgém, selyemgém.

## Rendszerezése
A fajt Giovanni Antonio Scopoli osztrák természettudós írta le 1769-ben az Ardea nembe Ardea ralloides néven.

## Előfordulása
Európában és a Közel-Keleten fészkel, telelni Afrikába vonul. Természetes élőhelyei a szabad vízfelületű mocsarak, bokros folyópartok vagy szigetek.  Óvatos, rejtőzködő életet él.

### Kárpát-medencei előfordulása
Magyarországon rendszeres fészkelő, áprilistól szeptemberig tartózkodik itt. Tisza mentén és a Hortobágyon észlelhető. Fészkelő-állománya 250-450 párra tehető (2008-2012). Délnyugat felé vonul, Olaszországon és Szicílián keresztül Tunéziába s onnan tovább a Szaharán átkelve Nigériába. Vándorlása során kb. 4000 kilométeres utat tesz meg.

## Megjelenése
Testhossza 44-47 centiméter, szárnyfesztávolsága 80-92 centiméter, testtömege 230-370 gramm.
A szeme világossárga. Meglehetősen erős csőre orma és hegye fekete.  Fejtetejéről a tarkóra nyúló sörényszerű üstöke van, melynek tollai rozsdásan sárgásfehérek, feketésbarna szegéllyel. A fej oldalai és a nyak világos rozsdássárgák. Dolmánya és a szőrszerű válltollak fakó, sárgásbarna színű, többi része fehér.
|  |  |  |

## Életmódja
Tavakban, mocsarakban és nádasokban keresi rovarokból, rákokból, apró halakból, békákból, kisemlősökből, férgekből, puhatestűekből álló táplálékát. A sekély vízben vadászik.

## Szaporodása
Ártéri erdőkben, fűzbokros mocsaraknál és nádasokban telepesen fészkel. Ágakból, avas nádszálakból álló fészkébe rakja 4-6 zöld tojását, melyeken 22-24 napig kotlik.
|  |

## Természetvédelmi helyzete
Az elterjedési területe rendkívül nagy, egyedszáma pedig ismeretlen. A Természetvédelmi Világszövetség Vörös listáján nem fenyegetett fajként szerepel. Magyarországon fokozottan védett, természetvédelmi értéke 500 000 forint forint.